# Place de Jaude
La place de Jaude (en occitan : plaça de Jauda) est la place la plus importante et la plus connue de Clermont-Ferrand.

## Situation et accès
La place de Jaude est située dans le centre de Clermont-Ferrand, juste à l'ouest du centre ancien et de la butte de Clermont.
Devenue principalement piétonne, elle peut être traversée en voiture en son centre par la rue Blatin à l'ouest et le boulevard Desaix à l'est et par l'avenue Julien au sud. L'unique ligne du tramway clermontois traverse la place du nord au sud et plusieurs lignes de bus la desservent.
La place s'ouvre au nord sur l'avenue des États-Unis, devenue piétonne avec une voie de tramway en son centre, la rue Lamartine et la rue des Minimes au nord-ouest, la rue du 11-Novembre et la rue Nestor-Perret au nord-est ; sur la rue Blatin, la rue du Maréchal-Foch, piétonne dans sa partie contigüe à la place, et la rue Alluard au centre-ouest ; sur le boulevard Desaix, la rue du Coche et la rue d'Assas, à l'est. Au sud, la place est traversée par l'axe qui va de l'avenue Julien à l'avenue du Colonel-Gaspard et elle donne sur la rue Gonod, qui passe entre le Centre Jaude et le Centre Jaude 2, et la rue Barrière-de-Jaude.

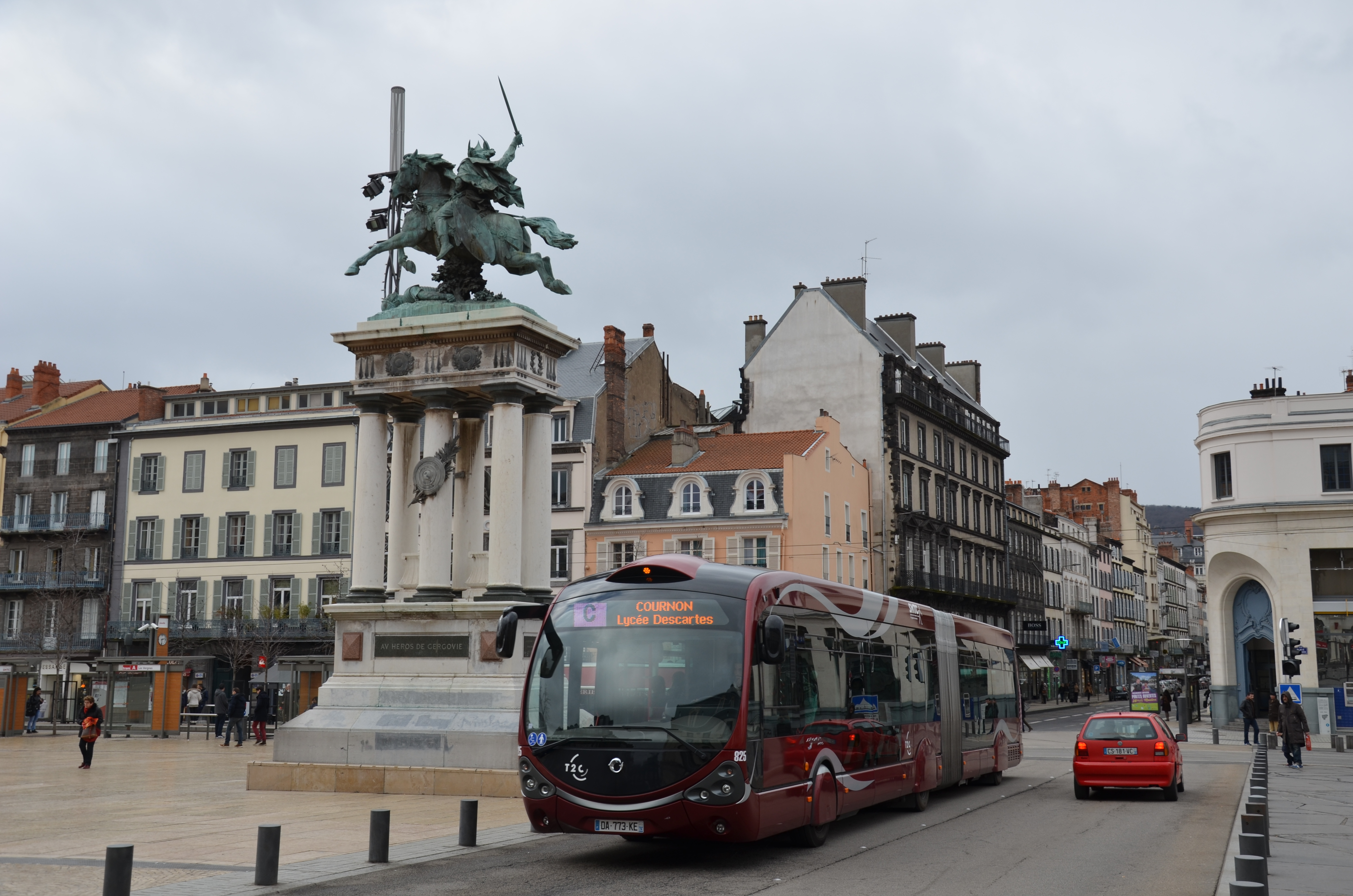
Un bus des T2C traversant la place de Jaude.
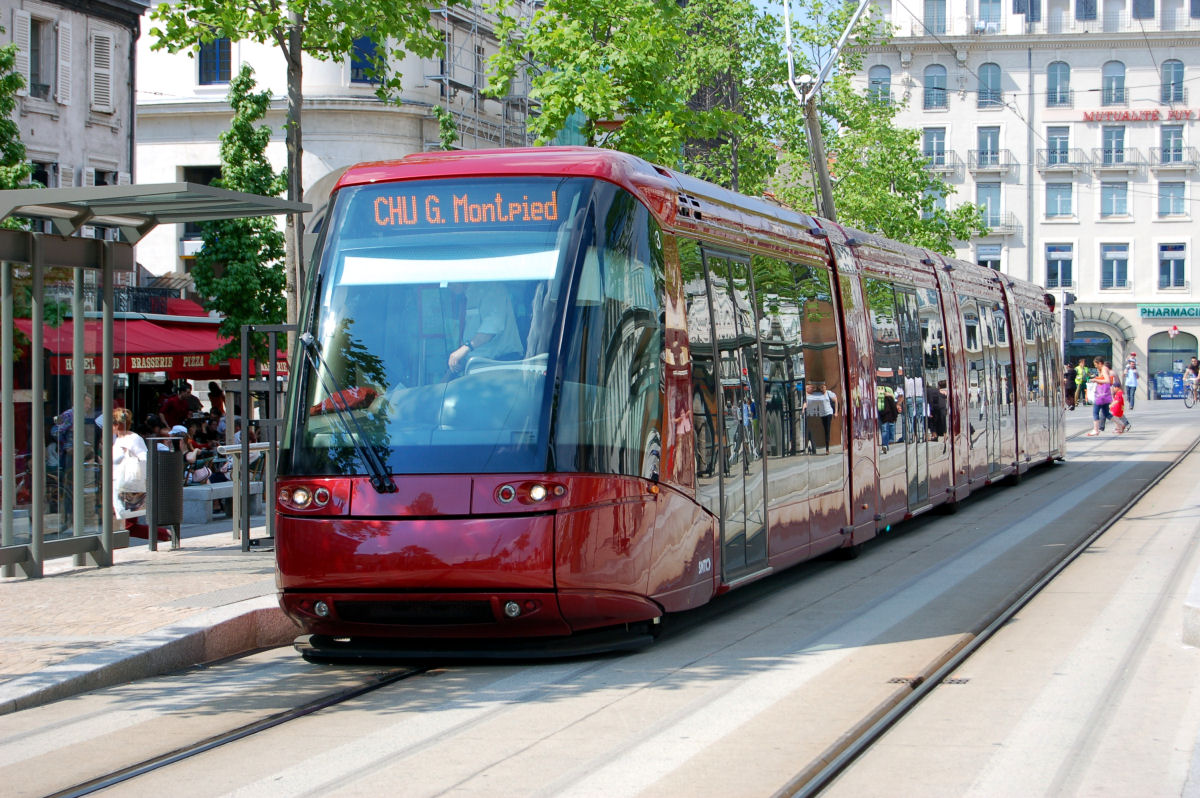
Tram et arrêt de la place de Jaude.

## Origine du nom

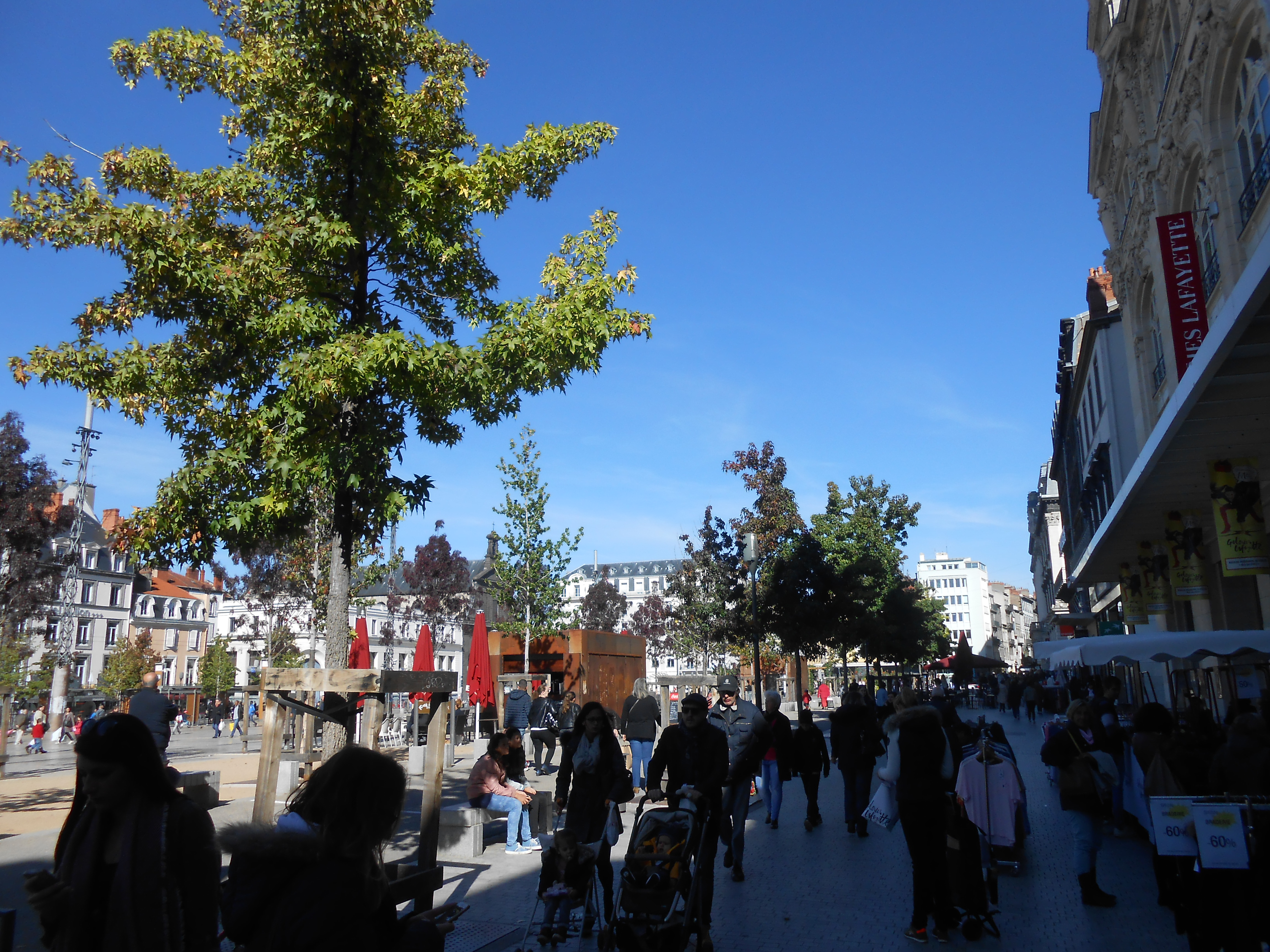
Une des allées piétonnes de la place de Jaude, le long des galeries de Jaude, en octobre 2017.

Son nom est d’origine très ancienne. Certains auteurs attribuent l’appellation Jaude à Jau mot signifiant « coq » en occitan (nord-occitan) (oiseau emblème du dieu Mars ou volaille vendue sur la place ?) mais il s’agit là assurément d’une fausse étymologie, typique de l’érudition humaniste : en effet, deux missels du diocèse de Clermont de 1492 et 1527 nomment la place platea Galli (la place du Coq).
Il ne fait en revanche aucun doute, du point de vue de la phonétique historique, que le nom de Jaude est dérivé du nom porté par l’édifice gallo-romain voisin, le temple de Vasso Galate qui était situé dans le quartier nommé Galate. L’évolution phonétique a été la suivante : Galate > Galde > Jalde > Jaude.
De cette même évolution dérive son nom en langue occitane : plaça de Jauda.

## Géologie
La place est construite sur la partie orientale du maar de Jaude — à qui la place a donné son nom — un ancien volcan phréato-magmatique âgé de 156 000 ans (à plus ou moins 22 000 ans près) et d'environ 1,5 km de diamètre, s'étendant jusqu'à Chamalières. Son cône s'est effondré lors d'une éruption explosive et l'actuelle butte de Clermont située juste à l'est de la place de Jaude a été formé par ses projections magmatiques. Le cratère s'est rempli d'eau avant d'être progressivement comblé par des dépôts alluvionnaires.

## Historique

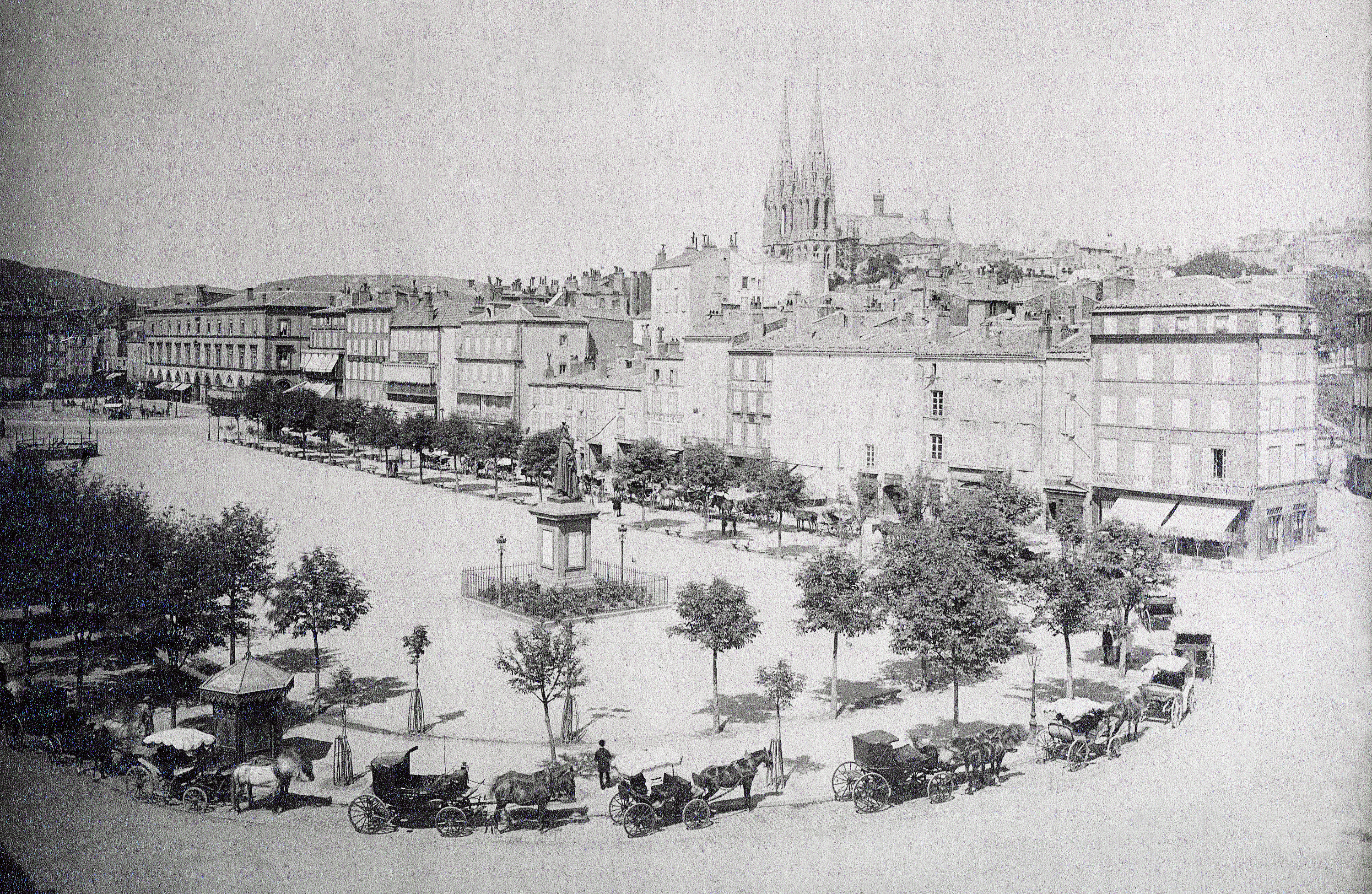
Vue de la place à la fin du XIXe siècle.

### Un faubourg commercial d'époque romaine
Comme l’ont prouvé les fouilles menées à l’occasion de l’aménagement du Fond de Jaude (1978), du Carré Jaude I (1995) et du Carré Jaude II (2009-2010), la plaine de Jaude, presque dépourvue de construction au Moyen Âge, est au contraire un secteur densément urbanisé à l’époque romaine. Les recherches archéologiques montrent actuellement que la place de Jaude était un quartier public, un lieu de passage et marchand. Cette proto-place était parallèle à la butte de Clermont, qui accueille le forum sous les actuelles place de la Victoire et la cathédrale.

### Au Moyen Âge
Au Moyen Âge, la place est une vaste zone non appropriée marécageuse (il s’agit en effet d’un ancien lac de cratère), bordée à l’ouest par le bras dérivé de la Tiretaine du Sud aménagé pour alimenter tanneries et moulins, au nord et à l’est par la limite du secteur urbanisé ; le seul édifice en élévation dans la dépression est alors la chapelle de Jaude, au sud-ouest de la place.

### Époque moderne
L’église Saint-Pierre-des-Minimes est édifiée en 1630.
On installe en 1663 une fontaine et un bassin.
En 1750, la place est transformée en foirail afin d’y vendre chevaux et bois de chauffage.

### L’urbanisation de la place auxXIXeetXXesiècles

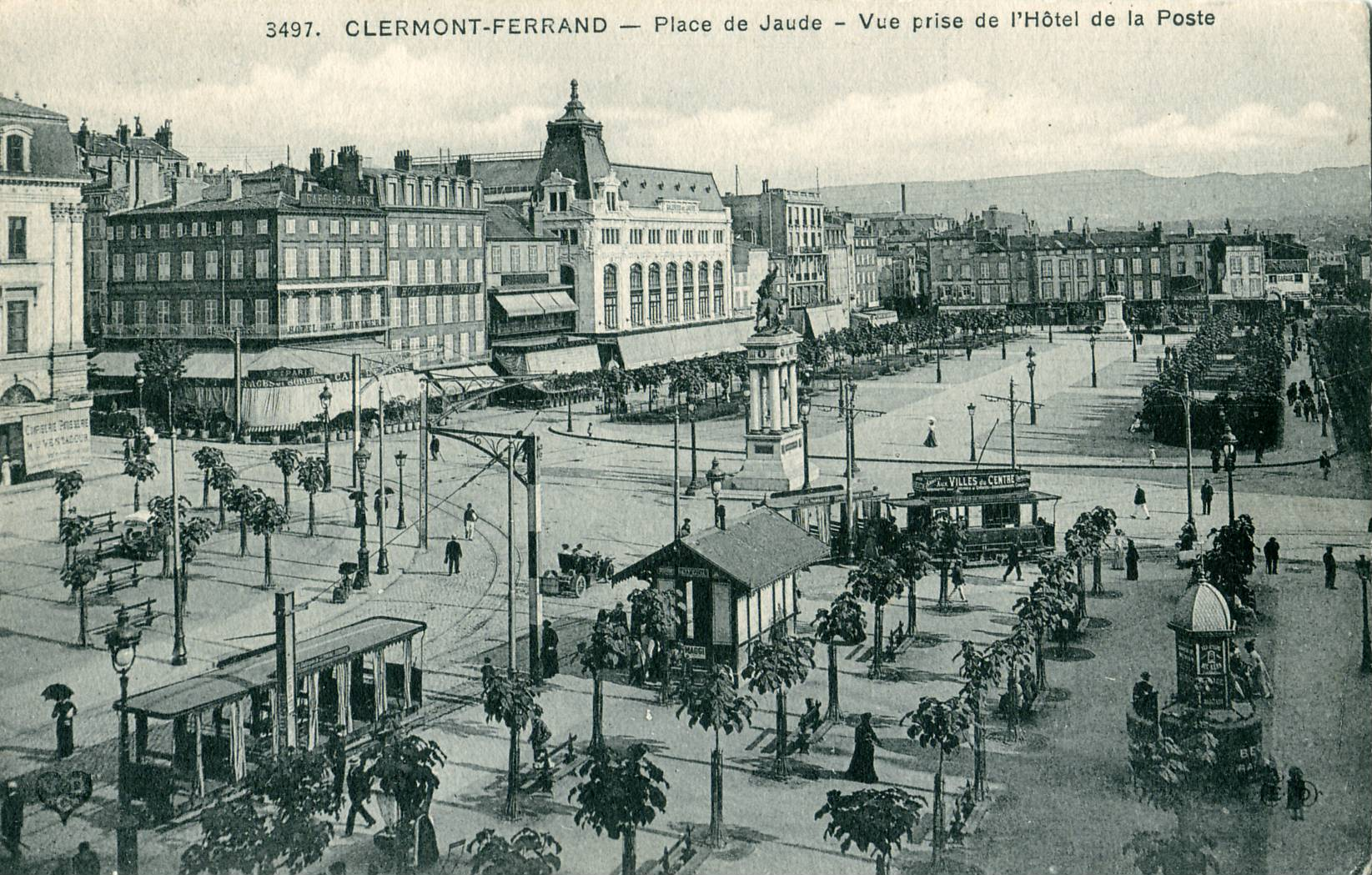
La place de Jaude, photographiée peu après 1903, accueillait depuis 1890 les installations du premier tramway de Clermont-Ferrand.

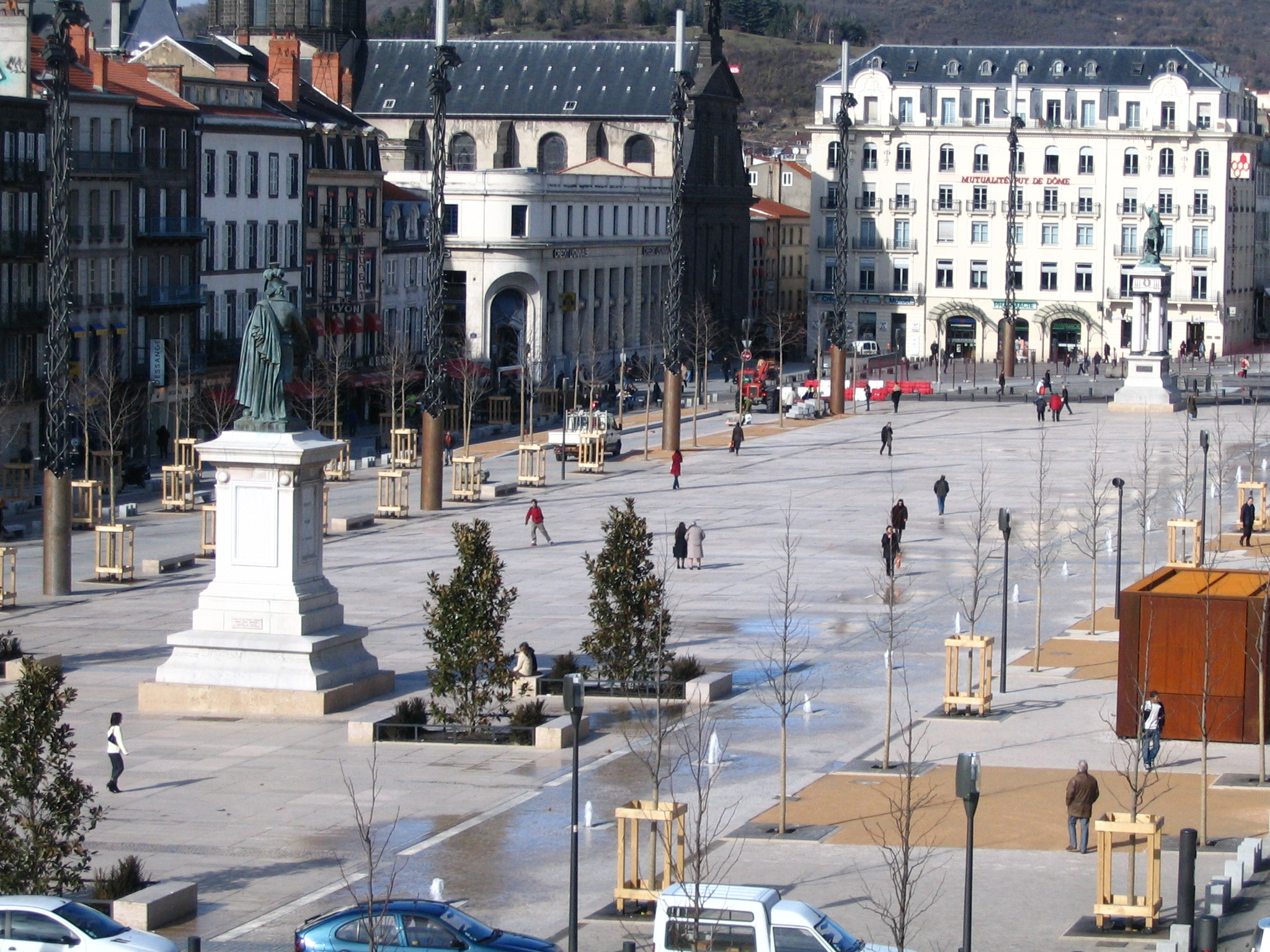
La place rénovée en 2003.

Au XIXe siècle, la place devient un lieu de promenade prisé des habitants.
Sur le côté est de la place, la halle aux toiles, construite en 1812, est transformée pour accueillir un grand théâtre en 1894.
On érige deux monuments : la statue du général Desaix, en 1848 et la statue équestre de Vercingétorix, en 1903.
Le Café de Paris (1839), le Café Riche, le Grand Café lyonnais, le Café de l’Univers ouvrent leurs terrasses sur la place. L’orientation commerciale de la place se confirme au XXe siècle, avec l’ouverture du Magasin Paris-Clermont (l’actuel bâtiment du Crédit commercial de France) construit en 1900, puis celle des Galeries de Jaude en 1907 (devenues Galeries Lafayette en avril 1997) qui supplantent rapidement leur concurrent.
Dans les années 1960 et 1970, la place est rénovée au sud : le quartier du Fond de Jaude est rasé pour laisser place, en 1980, à un grand centre commercial, le Centre Jaude.

### La place durant les années 1980
Un parking est creusé sous la partie nord de la place. Au-dessus, une gare routière et une boutique de la T2C sont implantées. La presque totalité des bus de la ville passent sur la place. Deux bassins à jets sont créés, en 1985, au centre de la place qui est bordée d’espaces-verts et de magnoliers. Près du Centre Jaude, un square est agrémenté d’une fontaine dessinée par le sculpteur Jean Chauchard.

### La place actuelle

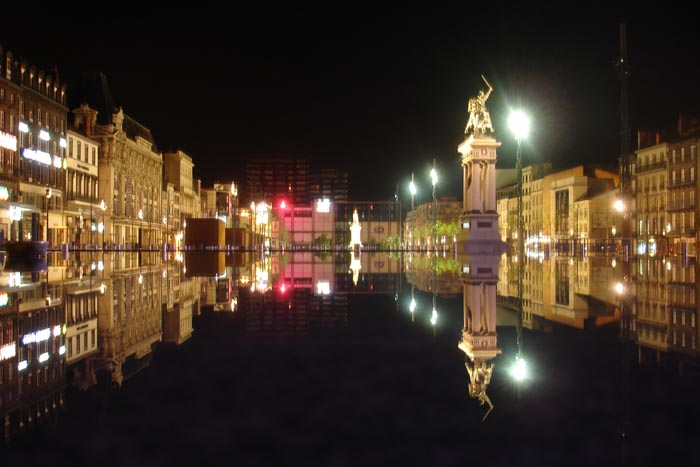
La place illuminée la nuit et son reflet dans une des fontaines.

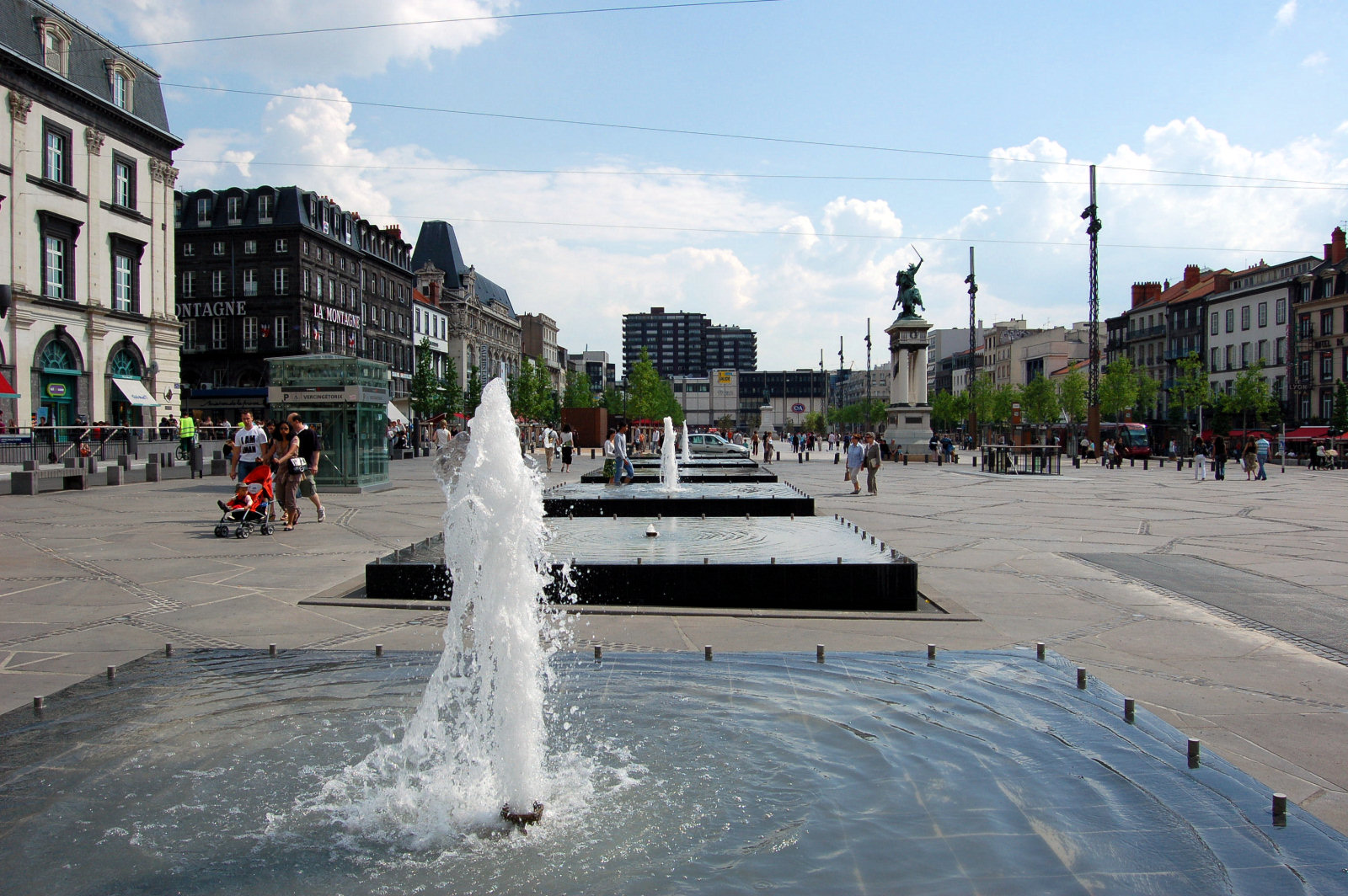
Les bassins de la place de Jaude.

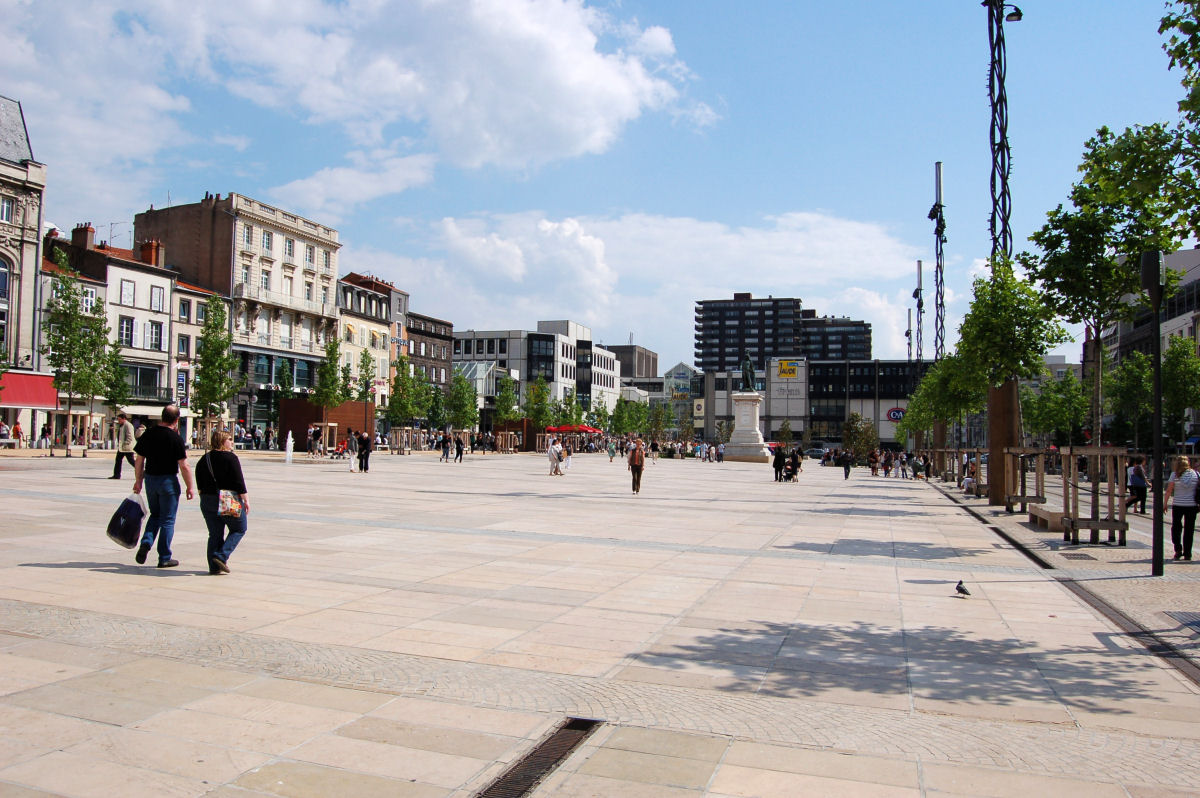
La place de Jaude (côté sud).

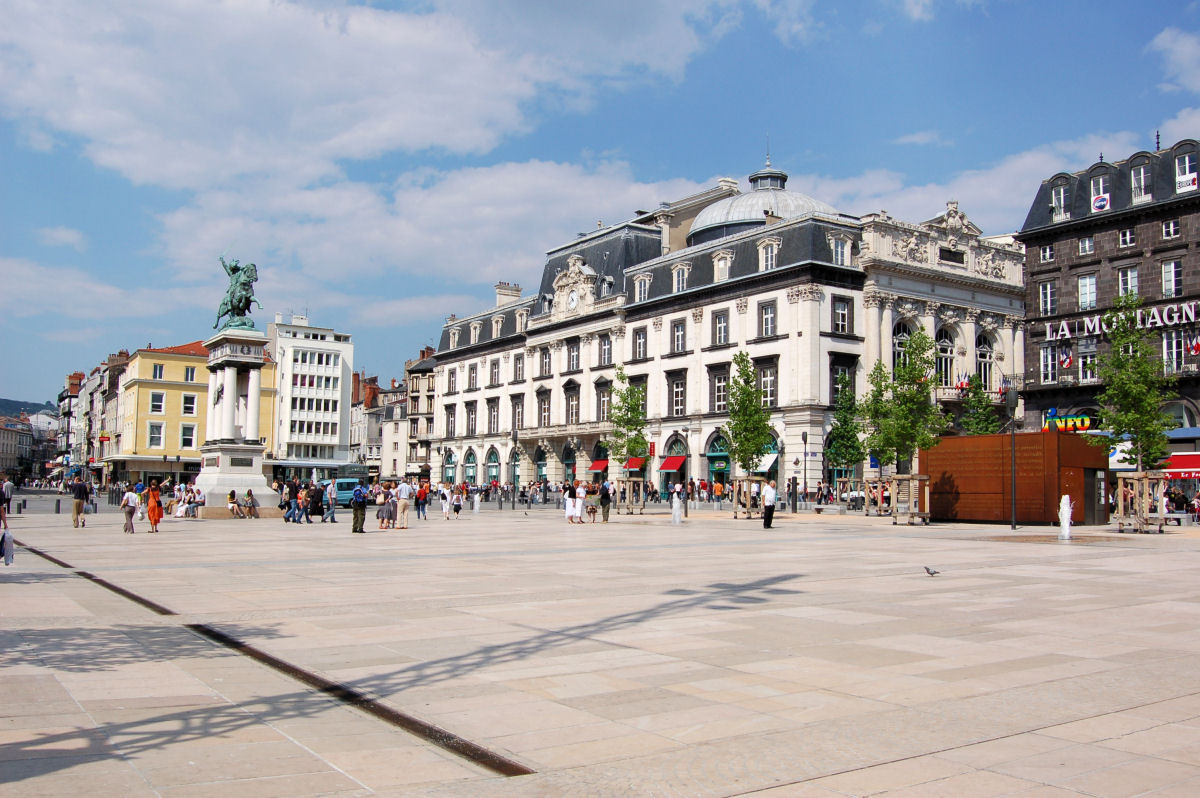
La place de Jaude (côté nord).

Le conseil municipal décide le 24 septembre 1999 de refaire entièrement la place et d’installer une première ligne de tramway. Le projet d’aménagement est réalisé par l’équipe lauréate du concours international d’architecture et de paysage d'Alain Marguerit (Atelier des paysages Alain Marguerit), Bernard Paris (Atelier d’Architecture Bernard Paris), Jean-Max Llorca (fontainier), LEA (Laurent Fachard, éclairagiste).
Le projet rappelle les aménagements qui existaient au XIXe siècle : Un espace essentiellement réservé aux piétons et des allées d’arbres (141 au total) entre lesquels passe, depuis le 13 novembre 2006, le nouveau tramway de Clermont-Ferrand.
Trois alignements d’arbres, composés de trois essences différentes, sont plantés : des tulipiers de Virginie au centre, des copalmes d'Amérique à l’extérieur, près des façades et un groupe de lauriers-tulipiers au sud, près de la statue du général Desaix.
La place est presque entièrement réservée aux piétons. Les véhicules la traversent uniquement d’est en ouest entre le boulevard Desaix et la rue Blatin ou d’ouest en est à partir de l’avenue Julien. La partie nord est composée d’un parvis de basalte sombre éclairé la nuit de 250 diodes rouges et jaunes qui symbolisent le mouvement de la lave. Le reste de la place est pavé de pierres calcaires claires.
Les nombreuses petites fontaines alignées sont éclairées le soir de dégradés de rouge. Sept mâts de 22 mètres assurent une illumination polychrome de l’ensemble ainsi que l’éclairage des monuments. Les éclairages des façades, notamment ceux de l’Opéra-Théâtre et des Galeries Lafayette sont améliorés.
Au sud, le jet principal d’une grande fontaine atteint 22 mètres (son accès direct au public ayant causé des accidents, ce jet a été arrêté dans l’attente d’un compromis entre sécurité et agrément).
Les travaux commencèrent en janvier 2003 et se sont achevés à la fin de 2005 pour un coût de 15 millions d’euros. La place rouvre au public le 10 décembre 2005 en présence de 30 000 personnes et a été inaugurée le 17 juin 2006.

## Bâtiments et monuments remarquables

### Statues
La place compte deux statues en bronze :
- au sud, la statue du général Desaix, œuvre du sculpteur Charles-François Lebœuf dit Nanteuil, inaugurée en 1848 ;
- au nord, la statue équestre de Vercingétorix, œuvre du sculpteur Frédéric Auguste Bartholdi, inaugurée en 1903.

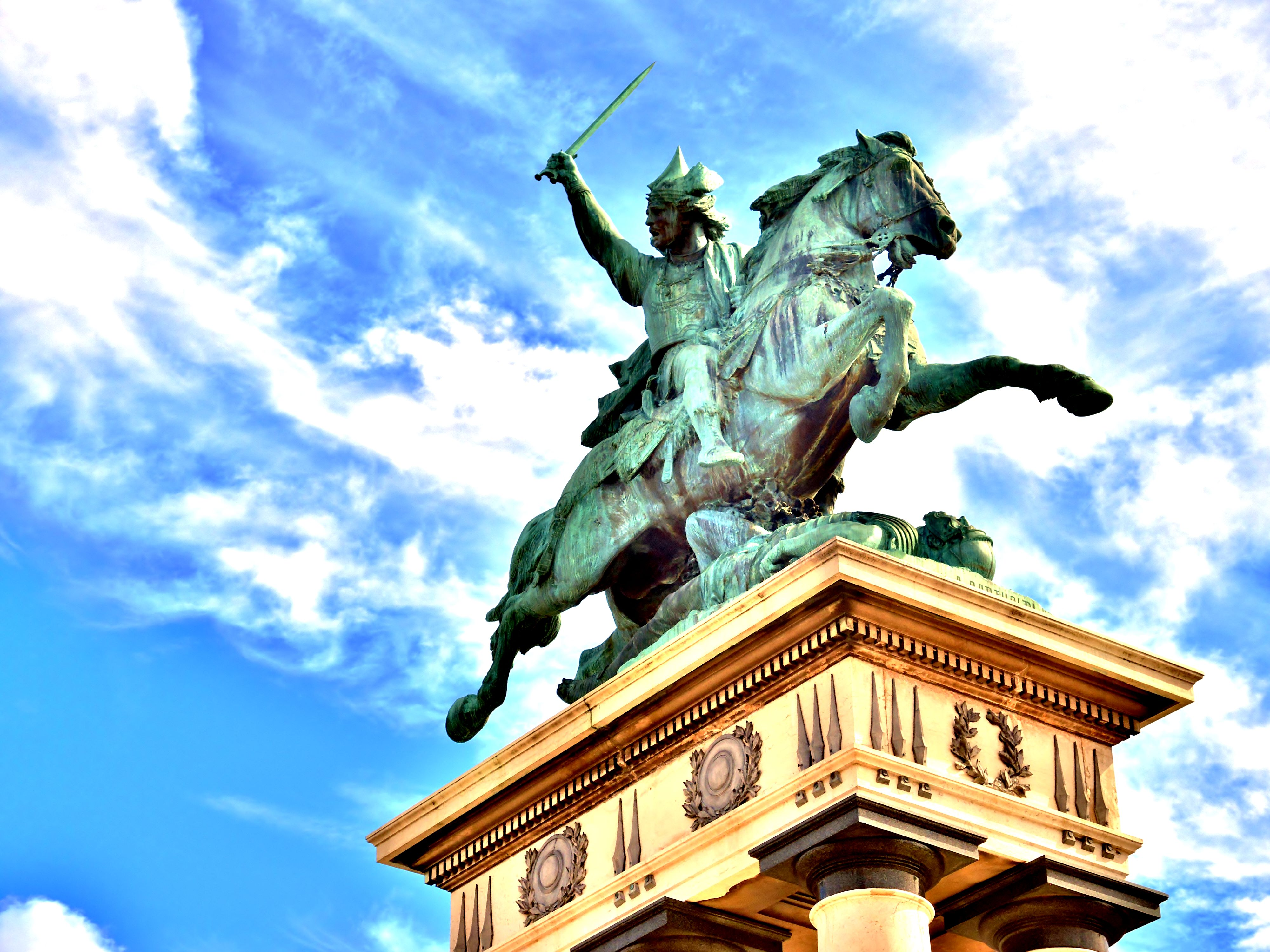
La statue équestre de Vercingétorix (1903) de Bartholdi.
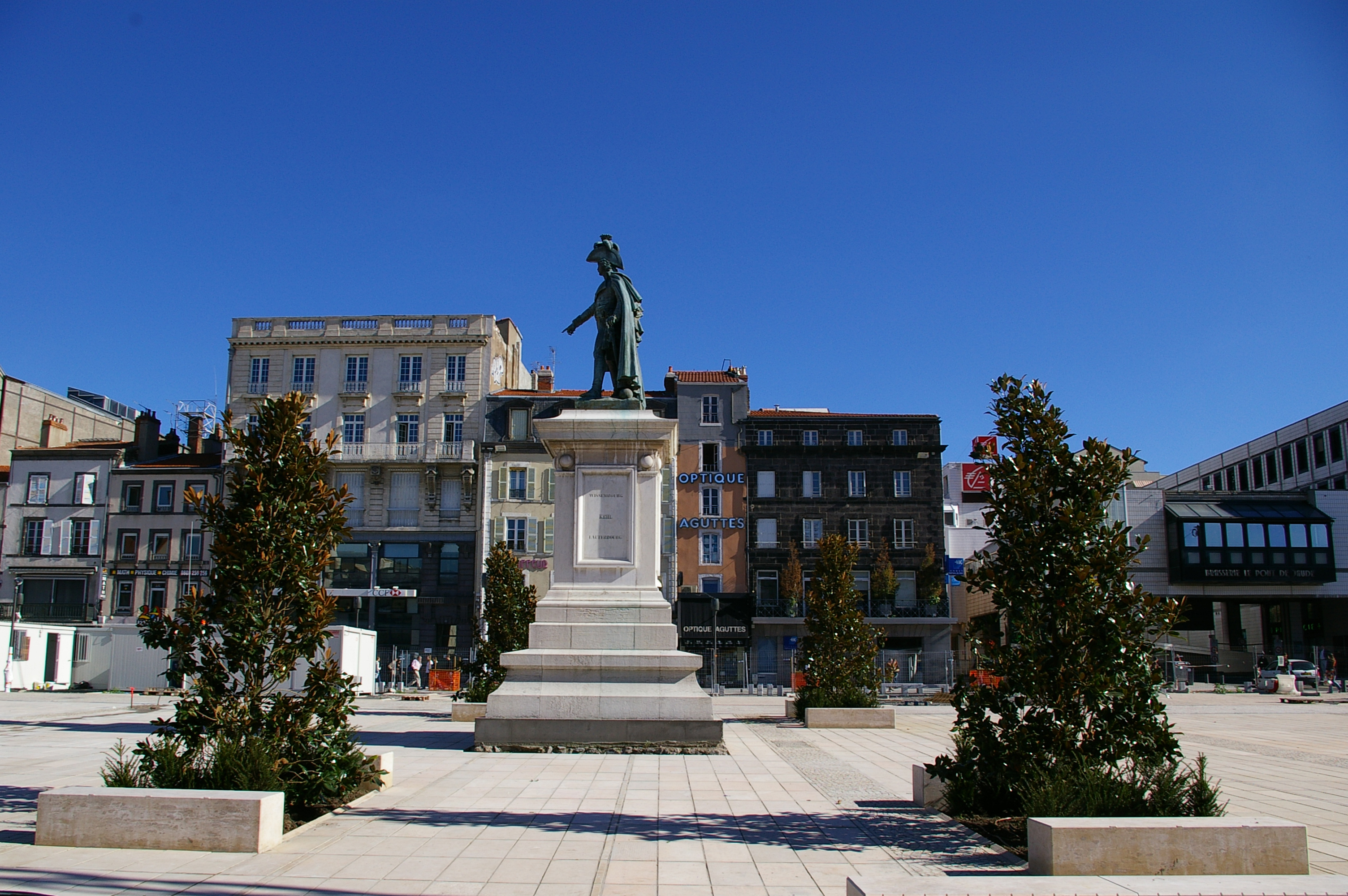
La statue du général Desaix (1848) encadrée de lauriers-tulipiers.
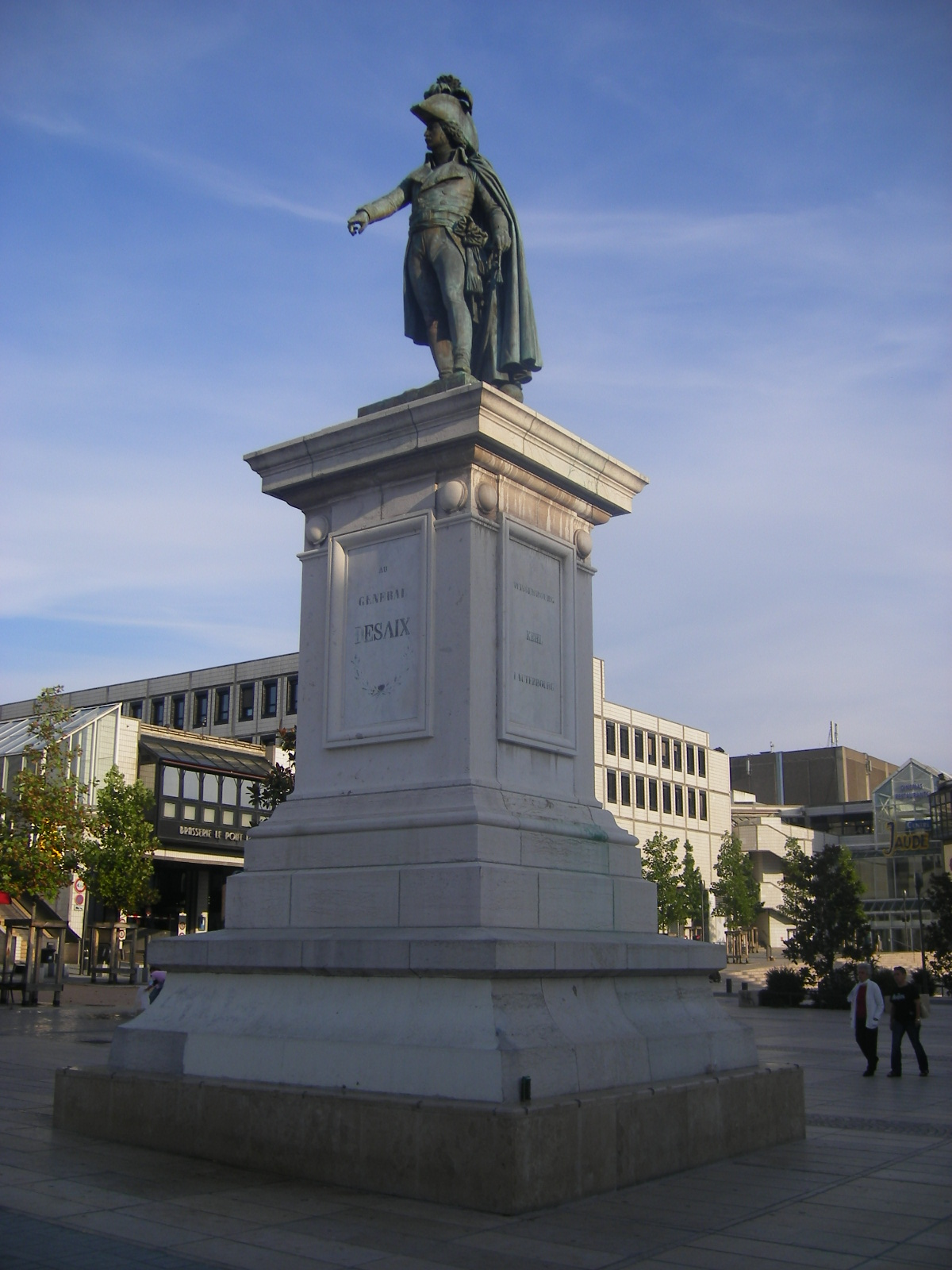
La statue de Desaix et la partie sud de la place.

### Bâtiments
La place est bordée :
- à l’est par l’Opéra-Théâtre, les Galeries de Jaude, devenues les Galeries Lafayette, les magasins Paris-Clermont aujourd'hui occupés par la HSBC ;
- au sud par le centre commercial du Centre Jaude conçu par l’architecte Jean-Loup Roubert ;
- à l’ouest par l’église Saint-Pierre-des-Minimes ;

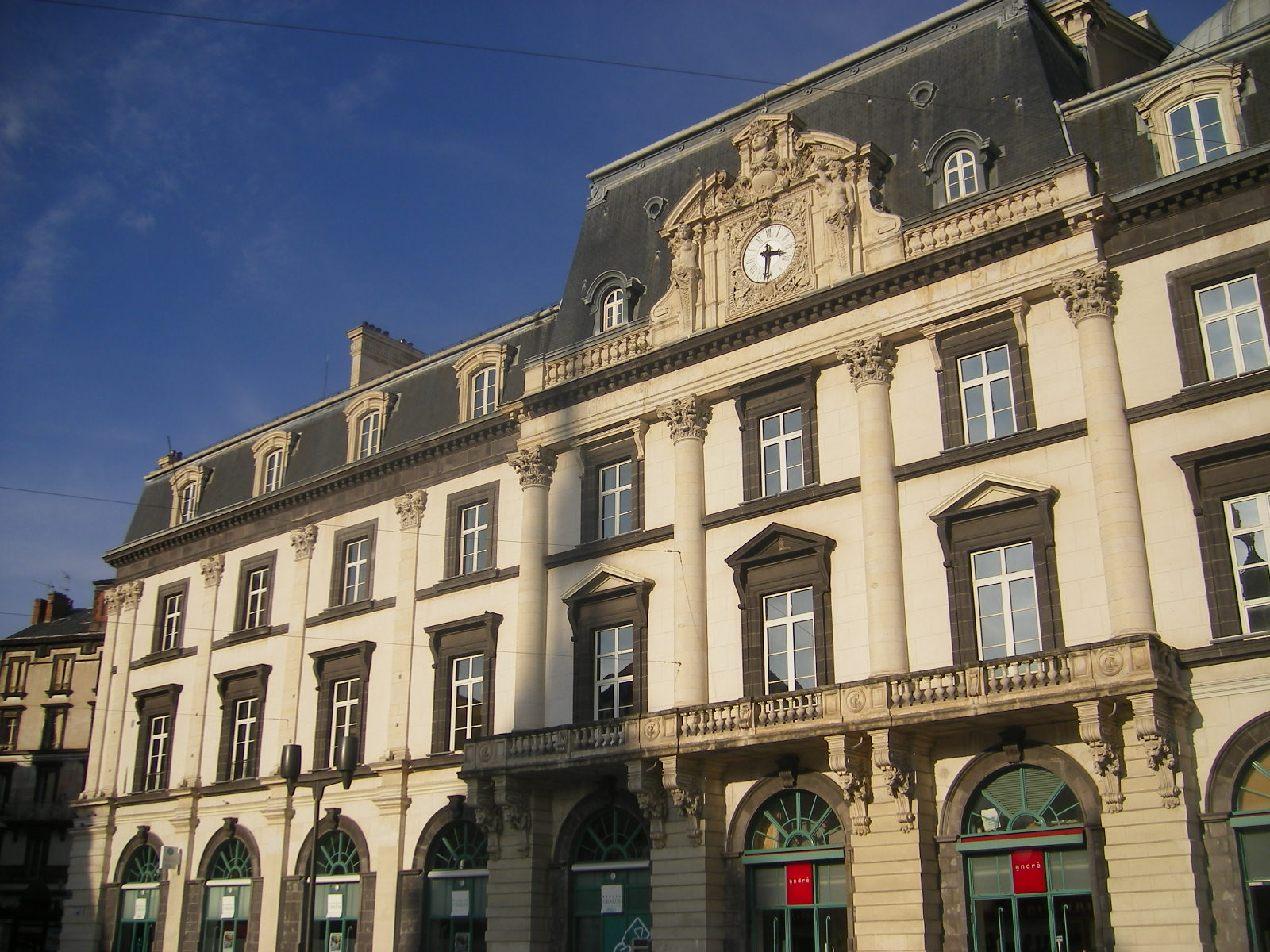
L'Opéra-Théâtre.
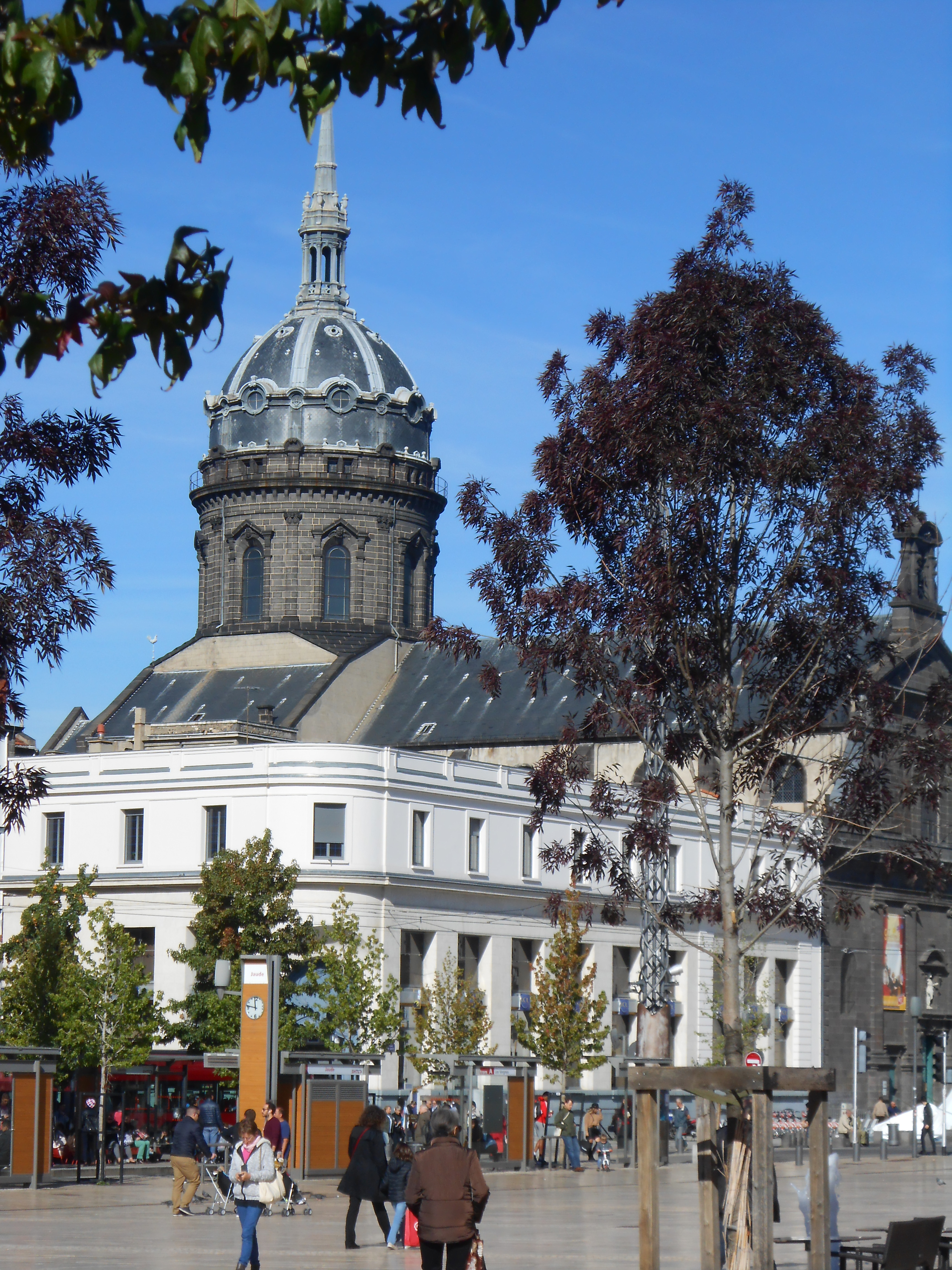
L'église Saint-Pierre-des-Minimes (1630).
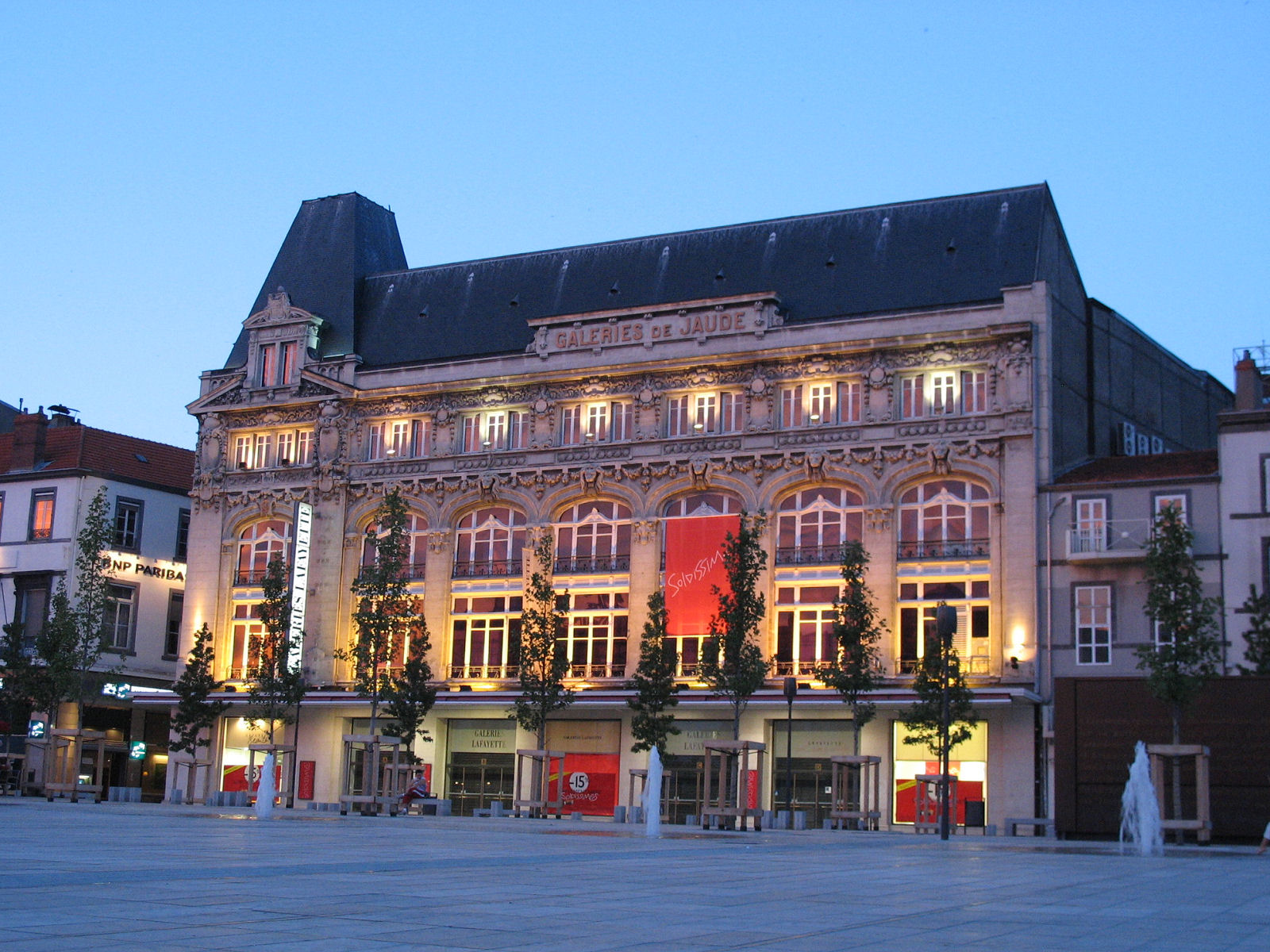
Les anciennes Galeries de Jaude.
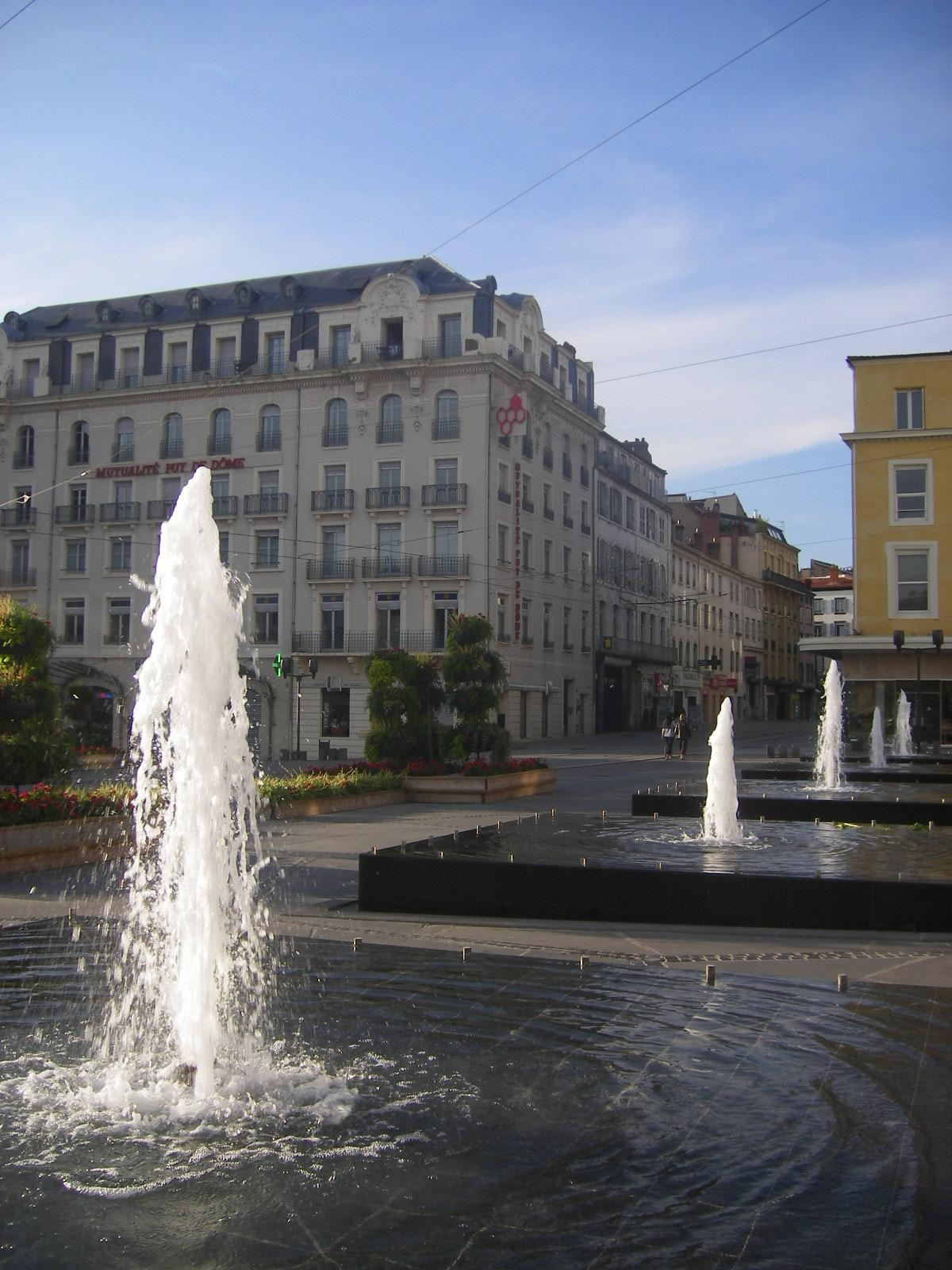
La partie nord de la place et l'avenue des États-Unis.
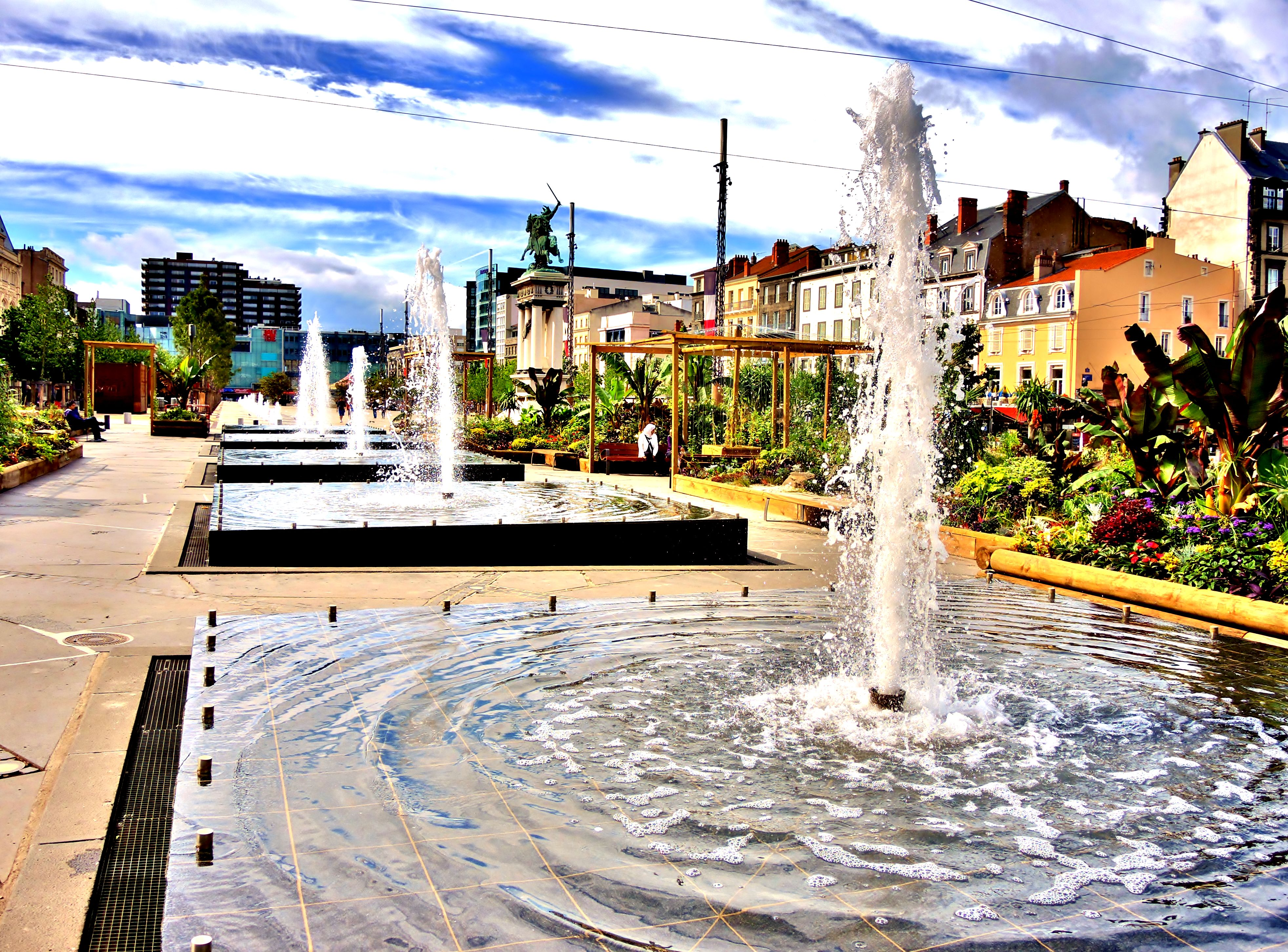
Fontaines à Jaude.

## Manifestations
La place est le lieu de diverses manifestations 

### ASM Clermont
Depuis 2007, plus de 30 000 personnes se sont réunies devant l'écran géant installé place de Jaude chaque année pour les finales du Top 14 où le club de rugby de la ville, l'ASM Clermont était présent :
- contre le Stade français Paris, le 9 juin 2007 (18-23) - 35 000 personnes
- contre le Stade toulousain, le 28 juin 2008 (20-26) - 30 000 personnes
- contre l'USA Perpignan, le 6 juin 2009 (13-22) - 30 000 personnes
- contre l'USA Perpignan, le 29 mai 2010 (19-6) - 40 000 personnes
- contre le RC Toulon 4 juin 2017 (22-16) - 40 000 personnes

Le lendemain de la première victoire, le 30 mai 2010, environ 60 000 personnes sont réunies pour accueillir les joueurs de l’ASM et acclamer le premier bouclier de Brennus du club. C’est le plus grand rassemblement enregistré jusqu'au lendemain du deuxième titre, le lundi 5 juin 2017 où la place fut remplie de 60 000 supporters Auvergnats.
Lors des deux finales européennes disputées par l'ASM diffusées sur écran géant:  
- finale de la coupe d'Europe 2012-2013 face au RC Toulon, le 18 mai 2013, 40 000 personnes étaient réunis sur la place.
- finale de la coupe d'Europe 2014-2015 encore face au RC Toulon, près de 55 000 personnes se massent sur la place le 2 mai 2015 [10].

### Matchs des équipes de France de football et de rugby à XV
- Pour le quart de finale France-Brésil lors la coupe du monde de football de 2006, on a compté jusqu’à 20 000 personnes devant un écran géant, tout comme pour la finale France-Italie.
- Quart de finale France - Nouvelle-Zélande de la coupe du monde de rugby 2007 et demi-finale face à Angleterre.
- Finale France-Croatie lors de la coupe du monde de football de 2018 avec 50 000 personnes[11]

### Autres manifestations
- Un apéritif géant lancé par des jeunes sur le réseau social Facebook en avril 2010 a réuni quelque 6 000 personnes. Il s’agit du premier événement régional lancé sur Internet[12].
- Environ 70 000 personnes se sont rassemblées sur la place le 11 janvier 2015 lors de la manifestation en réaction aux attentats de janvier 2015[13].